# ITunes Festival: London 2011 (EP de My Chemical Romance)
iTunes Festival: London 2011 es un EP de la banda estadounidense de rock My Chemical Romance, publicado el 18 de julio de 2011. El EP fue grabado en vivo en el iTunes Festival London 2011, en la sala de conciertos The Roundhouse de Londres (Inglaterra).

## Lista de canciones
Todas las canciones escritas y compuestas por My Chemical Romance. 
| N.º | Título                         | Duración |  |
| 1.  | «Hang 'em high»                | 4:34     |  |
| 2.  | «Mama»                         | 5:29     |  |
| 3.  | «SING»                         | 5:25     |  |
| 4.  | «Teenagers»                    | 4:01     |  |
| 5.  | «Vampires will never hurt you» | 7:45     |  |
| 6.  | «The kids from yesterday»      | 7:42     |  |